# Lurumata
Lurumata ist ein Stadtteil der osttimoresischen Landeshauptstadt Dili. Er liegt im Suco Fatuhada (Verwaltungsamt Dom Aleixo, Gemeinde Dili).

## Lage und Einrichtungen
Lurumata gehört zur Aldeia Zero III. Im Westen begrenzt Lurumata grob die Rua de Manu Aman. Im Norden liegt der Travessa do Manu Rade, im Osten die Rua Meda und im Süden die Avenida Nicolau Lobato.
In Lurumata befinden sich die Escola Pre-Secondario 10 de Setembro und die Escola Secondario 10 de Setembro. Neben den Schulen steht die Parteizentrale der FRETILIN.

## Geschichte
Im Nordwesten von Lurumata befand sich früher an der Rua de Manu Aman der Markt von Comoro (portugiesisch Mercado Comoro). Während der Unruhen in Osttimor 2006 kam es zu einem Kampf zwischen Banden am Markt von Comoro. Er wurde durch 100 internationale Polizisten und australische Soldaten beendet.
2012 wurde der Markt nach Manleuana verlegt und es entstanden einfache Wohnhäuser auf dem Gelände. In der Nacht zum 29. Juli 2021 kam es zu einem Großbrand, bei dem 400 Häuser zerstört wurden.

Feuer am Markt von Comoro 2021
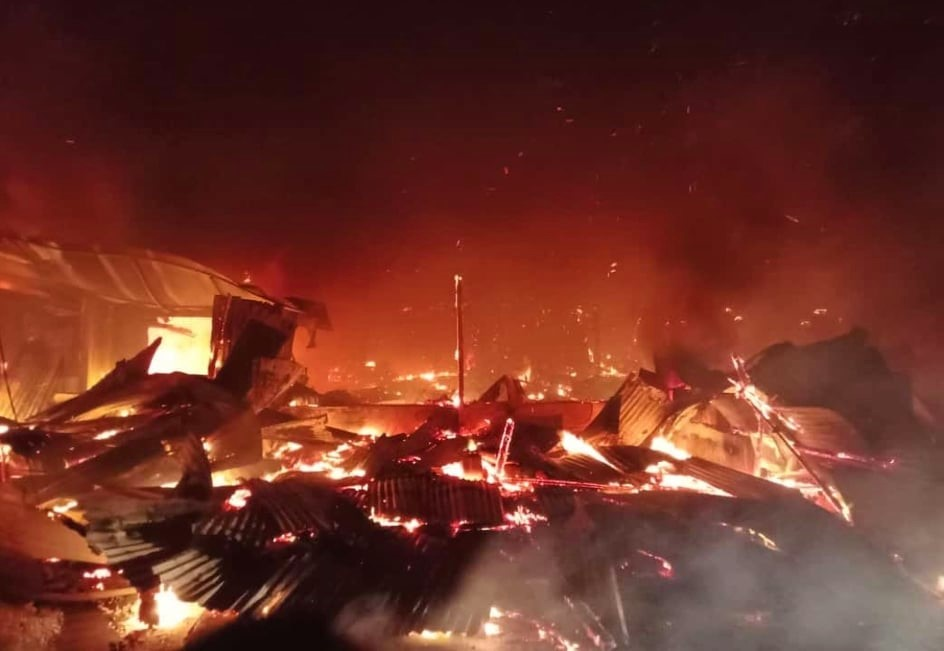
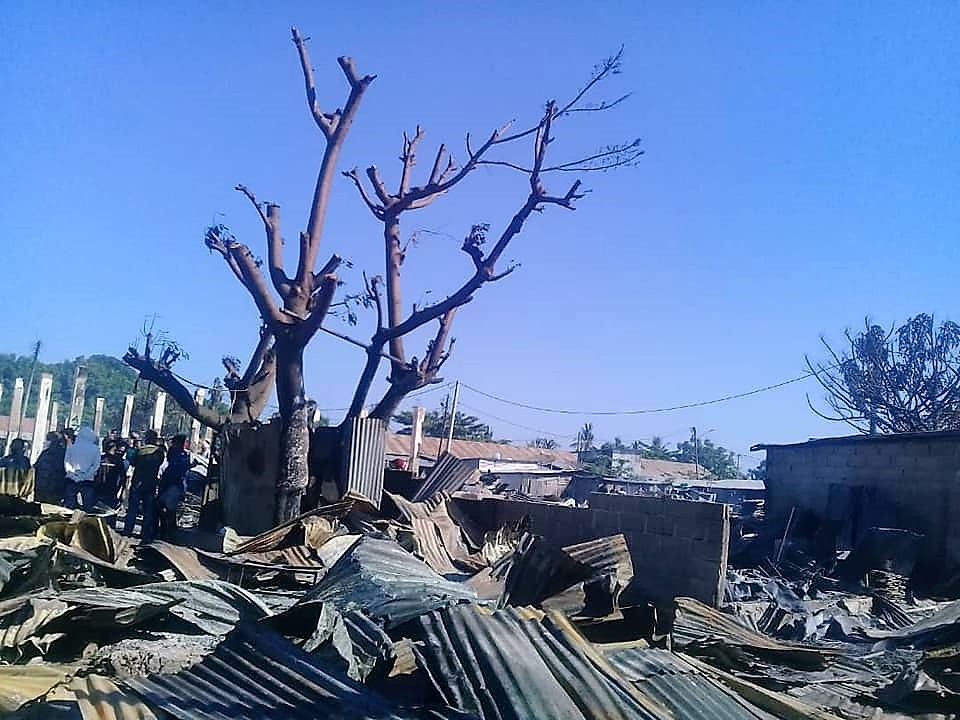